# Auswandererberatung
Als Auswandererberatung oder Auswanderungsberatung werden in Deutschland verschiedene Formen der Beratung im Hinblick auf eine Auswanderung bezeichnet. Die Beratung ausländischer Personen, die in ihre Heimat zurückkehren möchten, wird meist als Rückkehrberatung bezeichnet. In Deutschland ist die Auswandererberatung durch das Auswandererschutzgesetz eingeschränkt.
Allgemeiner spricht man bei der Beratung im Zusammenhang mit Migration oder Auslandsangelegenheiten auch von Migrationsberatung und Auslandsberatung.

## Auswandererberatung in Deutschland
Nach § 1 AuswSG in der Fassung vom 12. März 2013 bedarf derjenige, der „geschäftsmäßig Auskunft über die Aussichten der Auswanderung und über die Lebensverhältnisse im Einwanderungsland, insbesondere über die Arbeits- und Niederlassungsverhältnisse im Ausland oder in diesen Angelegenheiten Rat erteilen will, der Erlaubnis der zuständigen Behörde“ (§ 1 Abs. 1 AuswSG). Gemäß § 3 Abs. 1 AuswSG ist ab sofort für die Ausführung des Gesetzes und der auf Grund dieses Gesetzes erlassenen Rechtsverordnungen das Bundesverwaltungsamt zuständig.
Das Bundesverwaltungsamt ist dabei zuständig für die Verwaltung der erteilten Erlaubnisse.
In Deutschland gibt es private Beratungsstellen und Beratungsstellen der Wohlfahrtsverbände. Der gemeinnützige Verein Raphaelswerk berät z. B. bundesweit Auswanderer und Auslandstätige.
Im Gegensatz zu den Beratungsstellen der Wohlfahrtsverbände verfügen private Beratungsstellen bzw. deren Berater in der Regel zusätzlich über eine Erlaubnis und Qualifizierung, die durch das Zielland erteilt wurde.
Eine Übersicht aller in Deutschland nach §1 AuswSG zugelassenen Auswandererberater ist auf der Website des Bundesverwaltungsamtes zu finden.

## Auswandererberatung in weiteren Staaten
Kanada, Australien und Neuseeland schreiben vor, dass im jeweiligen Land Auswanderungsberatung nur durch qualifizierte Agenten erteilt werden darf. Die jeweils zuständigen Aufsichtsbehörden sind:
- Kanada: ICCRC – Immigration Consultants of Canada Regulatory Council.[4]
- Australien: OMARA – Office of the Migration Agent Registration Authority.[5]
- Neuseeland: IAA – Immigration Advisers Authority.[6]

Die im jeweiligen Land zuständige Aufsichtsbehörde überwacht dabei die Arbeit der lizenzierten Agenten und stellt durch regelmäßige Schulungen und weitere Anforderungen sicher, dass die Agenten im Interesse ihrer Kunden handeln.